# The Captain and the Kid (brano musicale)
The Captain and the Kid è un brano composto e interpretato dall'artista britannico Elton John; il testo è di Bernie Taupin.

## Il brano
Proveniente dal concept album del 2006 The Captain and the Kid, costituisce la traccia di chiusura del disco. Musicalmente, riprende (anche se in tonalità diversa) l'introduzione del brano Captain Fantastic and the Brown Dirt Cowboy (traccia d'apertura dell'omonimo album del 1975): questo per indicare la continuità e la chiusura del ciclo autobiografico iniziato tre decenni prima. Il titolo, infatti, significa Il Capitano e il Ragazzo; il testo allude più volte a Elton e Bernie, tirando le somme di oltre 40 anni di carriera. Paolo Gallori la descrive così: "L'epilogo è una divertente e divertita digressione folk per rivivere la vicenda del Capitano e del Ragazzino tutta di un fiato, tra trionfi e cadute, le paure, le corse con il diavolo, le speranze, "aspettando un piano per trasformare te in Brown Dirt Cowboy e me in Rocket Man...". Davvero toccanti le ultime parole del testo: "Guardando avanti vedo un chiodo arrugginito, vi è appeso un cartello che dice 'Truth For sale (Qui si vende la verità)', esattamente quanto abbiamo sempre fatto, nessuna bugia, solo un'altra storia sul Capitano e il Ragazzino"...".
Musicalmente parlando, si caratterizza come un brano di stampo folk e country; Elton è presente al pianoforte ed è accompagnato dalla sua Elton John Band (formata da Davey Johnstone, Nigel Olsson, Bob Birch, Guy Babylon e John Mahon).
The Captain and the Kid ha ricevuto moltissimi apprezzamenti da parte della critica, insieme all'album di provenienza.